# Regering-Bourgeois (Vlaanderen)
De regering-Bourgeois (25 juli 2014 - 2 juli 2019) was de Vlaamse regering, gevormd na de verkiezingen van 25 mei 2014. De regering bestond uit een coalitie van Vlaams-nationalisten (N-VA), christendemocraten (CD&V) en liberalen (Open Vld). Vlaams minister-president Geert Bourgeois had de leiding over de regering. De coalitie had een ruime meerderheid in het Vlaams Parlement met 89 op 124 zetels. De eedaflegging en de regeringsverklaring vonden plaats op 25 juli 2014.
In de media werd de regering ook de Zweedse coalitie genoemd. Dit verwijst naar de Zweedse vlag, waarbij de blauwe achtergrond staat voor de liberalen van Open Vld, het geel voor de Vlaams-nationalisten van N-VA en het kruis voor de christendemocraten van CD&V.
Minister-president Geert Bourgeois werd bij de Europese Parlementsverkiezingen van 26 mei 2019 als lijsttrekker voor zijn partij verkozen als lid van het Europees Parlement. Deze functie was niet verenigbaar met die van Vlaams minister-president. Daarom nam Bourgeois op 2 juli 2019 ontslag uit de regering. Als Vlaams minister-president werd hij tijdelijk opgevolgd door N-VA-vice-minister-president Liesbeth Homans in afwachting van een nieuwe definitieve Vlaamse regering. De regeringsformatie na de Vlaamse verkiezingen van 26 mei 2019 was op dat ogenblik immers nog niet afgerond.

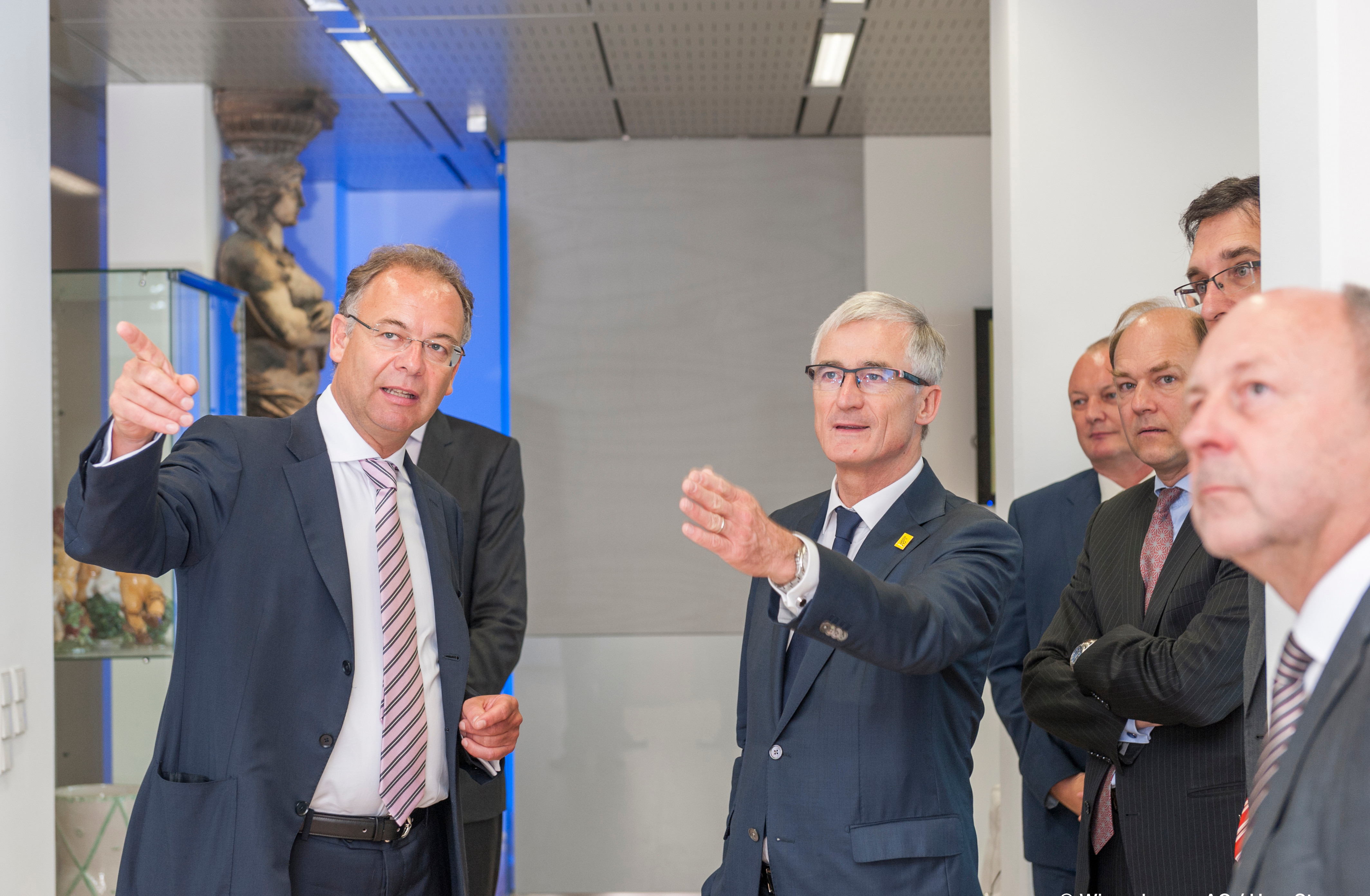
Heimo Scheuch en Geert Bourgeois

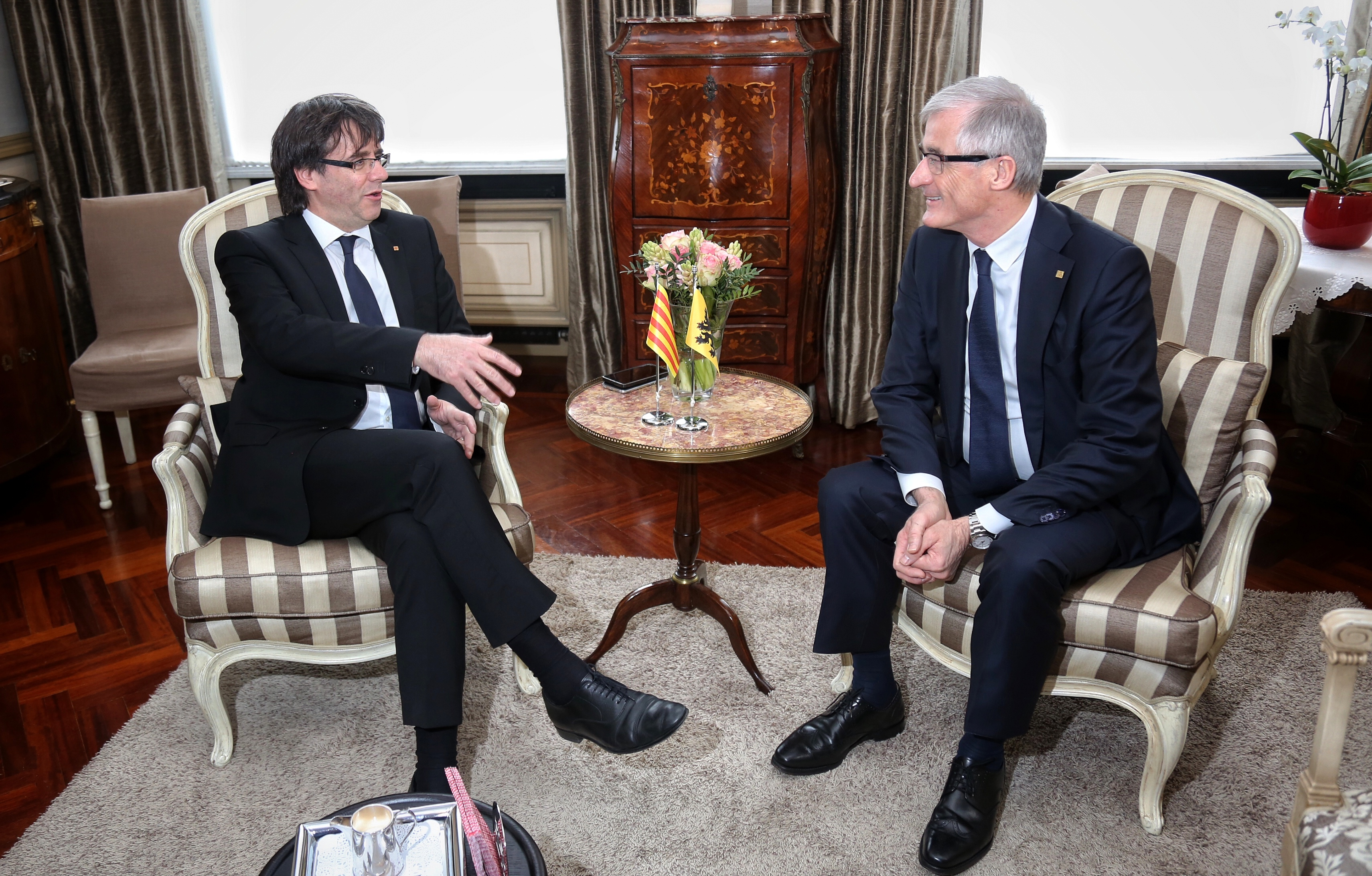
Ontmoeting met president Carles Puigdemont van de Spaanse autonome regio Catalonië

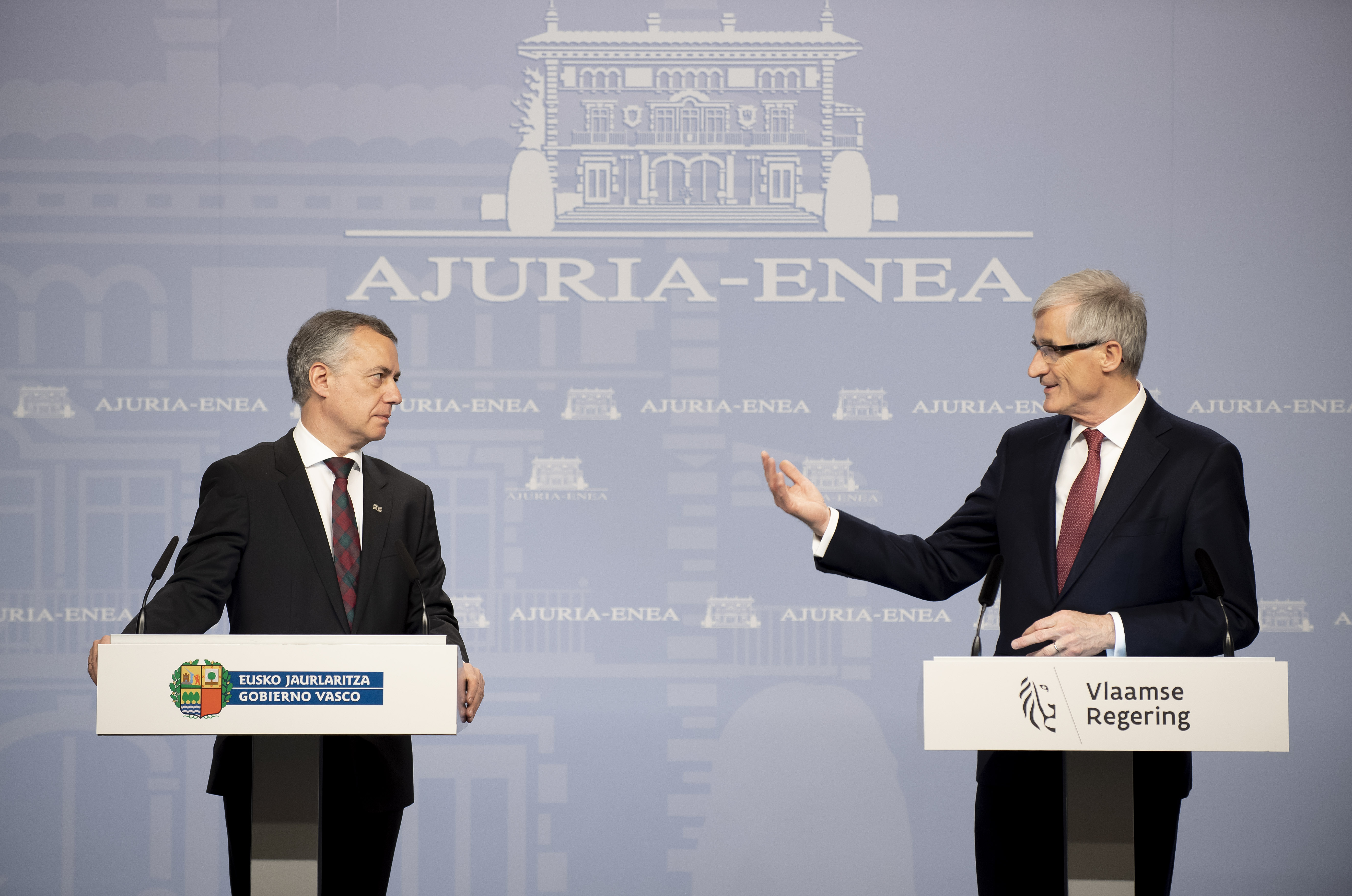
Ontmoeting met de president van de Spaanse autonome regio Baskenland

## Voorgeschiedenis
Omdat N-VA bij de verkiezingen van 25 mei de grootste partij van Vlaanderen werd, mocht ze volgens het gewoonterecht het initiatief nemen om een Vlaamse formatie op te starten. Daarom startte Bart De Wever op 27 mei 2014 als voorzitter van de verkiezingswinnaar N-VA met een informatieronde. Een week later, op 6 juni, werd aangekondigd dat N-VA en CD&V samen in een Vlaamse regering zouden stappen en konden de onderhandelingen over de volgende legislatuur beginnen. 
Het onderhandelingsteam bestond uit Liesbeth Homans, Ben Weyts en Philippe Muyters en Geert Bourgeois voor N-VA en Hilde Crevits, Jo Vandeurzen en Joke Schauvliege en Kris Peeters voor CD&V. De gesprekken startten op 10 juni. Kris Peeters (CD&V) en Geert Bourgeois (N-VA) werden elk aangeduid als delegatieleider (coformateur) voor hun partij.
De onderhandelingen over de rapporten van de verschillende werkgroepen verliepen discreet en constructief, al kwamen CD&V en N-VA soms lijnrecht tegenover elkaar te staan door het moeilijke budgettaire kader. Zo veegde N-VA het door CD&V-minister Jo Vandeurzen voorgestelde project voor extra investeringen in Welzijn van tafel. Eerder had CD&V de drastische besparingsplannen van N-VA op de provincies, namelijk het afschaffen er van, al geweigerd.
Deze vraagstukken, in het bijzonder dat van Welzijn, zorgden op 17 juli voor een tijdelijke blokkering van de formatie.
Op 22 juli 2014 kwam er witte rook voor het nieuwe regeerakkoord en kondigden de twee partijen tot verrassing van pers en publiek aan dat ook Open Vld zou deelnemen aan de Vlaamse regering. Hun deelname moest de onderhandelingen voor de federale regering-Michel I vergemakkelijken. Het waren partijvoorzitters De Wever, Beke en Rutten die in het Vlaams-Brabantse Lubbeek, op het landgoed van Graaf Aynard de Liedekerke Beaufort, een finaal akkoord bereikten. De onderhandelaars verklaarden achteraf dat er eerder al in alle discretie voorzitterlijke contacten waren, maar dat Open Vld enkel tijdens het verlengde weekend van 19 tot 21 juli fysiek mee aan tafel schoof. De onderhandelingen voor deze regering duurde 48 dagen, de op één na langste regeringsvorming. 
Het regeerakkoord werd op 23 juli 2014 in de commissiezalen van het Vlaams Parlement voorgesteld aan de pers en kreeg de titel Vertrouwen, verbinden, vooruitgaan mee.
Op 24 juli 2014 gaven de drie partijen elk hun goedkeuring aan de regeringsdeelname. Op 25 juli 2014 werd de nieuwe regering beëdigd. Een dag later, op 26 juli, stemde het parlement over het regeerakkoord en de regeerverklaring en kreeg ze het vertrouwen bij stemming meerderheid tegen oppositie. Al snel ontstond er echter protest tegen de besparingsmaatregelen van de regering en van de federale regering-Michel I, waarnaar in de media geregeld verwezen werd als een "hete herfst".

## Verloop
"Snoeien om te groeien" was het devies van de Vlaams minister-president Geert Bourgeois in het begin van de legislatuur, verwijzend naar allerlei besparingen om de begroting op orde te houden. Later heeft de Vlaamse regering zich willen profileren als een investeringsregering. Ondanks dat bleef ze in gebreke rond het klimaatbeleid, armoedebestrijding en de wachtlijsten in de zorg.
Op het onderwijsdepartement werd er redelijk wat werk verzet. De langverwachte hervorming van het secundair onderwijs kwam er, maar het M-decreet, dat zo veel mogelijk kinderen met een beperking in het gewoon onderwijs wil inpassen, werkte niet zoals het hoort. Ook kwam er via het inschrijvingsdecreet een einde aan het fenomeen van de kamperende ouders voor de schoolpoort, ondanks tegenkanting van de N-VA.
De regering had met bevoegd minister Liesbeth Homans de doelstelling om de kinderarmoede in Vlaanderen te halveren. Vijf jaar later moest de N-VA erkennen dat de strijd tegen kinderarmoede nauweljks iets heeft opgeleverd. Op vlak van klimaat en milieu, laat de regering-Bourgeois ook wat steken vallen. Zo komt de geplande boskaart er toch niet en ook de betonstop wordt uitgesteld naar een volgende legistratuur.

### Maatregelen
Enkele grotere maatregelen zijn als volgt:
- Welzijn, zorg en gezin
  - Uitbouw Vlaamse Sociale Bescherming (omvorming van de zorgverzekering)
  - Hervorming van de kinderbijslag: vanaf 1 januari 2019 trad het "groeipakket" in werking
- Binnenlands bestuur
  - Decreet Lokaal Bestuur: integratie van OCMW in de gemeentebesturen vanaf 1 januari 2019
  - Afslanking provinciebesturen: geen persoonsgebonden bevoegdheden meer en een halvering van de provincieraadsleden
- Mobiliteit en omgeving
  - Basismobiliteit wordt vervangen door basisbereikbaarheid
  - Bundeling van de milieuvergunning en de stedenbouwkundige vergunning tot de nieuwe omgevingsvergunning

Binnen de Vlaamse overheid werden enkele beleidsdomeinen en departementen samengevoegd.

## Samenstelling
De regering-Bourgeois bestond uit 9 ministers (8 ministers + 1 minister-president). N-VA had 4 ministers (inclusief de minister-president), CD&V 3 en Open Vld 2. De regering was samengesteld als volgt:
| Ambtsbekleder | Ambtsbekleder              | Ambtsbekleder              | Departement                                                                   | Termijn                        | Partij   |
| --- | -------------------------- | -------------------------- | ----------------------------------------------------------------------------- | ------------------------------ | -------- |
| |                            | Geert Bourgeois (1951)     | Minister-president                                                            | 25 juli 2014 – 2 juli 2019     | N-VA     |
| Minister Buitenlands Beleid en Onroerend Erfgoed                                                                           |                            | Geert Bourgeois (1951)     |                                                                               | 25 juli 2014 – 2 juli 2019     | N-VA     |
| |                            | Hilde Crevits (1967)       | Viceminister-president                                                        | 25 juli 2014 – 2 juli 2019     | CD&V     |
| Minister Onderwijs |                            | Hilde Crevits (1967)       |                                                                               | 25 juli 2014 – 2 juli 2019     | CD&V     |
| |                            | Annemie Turtelboom (1967)  | Viceminister-president                                                        | 25 juli 2014 – 29 april 2016   | Open Vld |
| Minister Financiën en Begroting en Energie                                                                                 |                            | Annemie Turtelboom (1967)  |                                                                               | 25 juli 2014 – 29 april 2016   | Open Vld |
| |                            | Bart Tommelein (1962)      | Viceminister-president                                                        | 4 mei 2016 - 31 december 2018  | Open Vld |
| Minister Financiën en Begroting en Energie                                                                                 |                            | Bart Tommelein (1962)      |                                                                               | 4 mei 2016 - 31 december 2018  | Open Vld |
| |                            | Sven Gatz (1967)           | Viceminister-president                                                        | 31 december 2018 – 2 juli 2019 | Open Vld |
| Minister Cultuur, Media, Jeugd en Brussel                                                                                  | 25 juli 2014 – 2 juli 2019 | Sven Gatz (1967)           |                                                                               |                                | Open Vld |
| |                            | Liesbeth Homans (1973)     | Viceminister-president                                                        | 25 juli 2014 – 2 juli 2019     | N-VA     |
| Minister Binnenlandse Bestuur, Bestuurszaken, Gelijke Kansen en Inburgering, Wonen, Armoedebestrijding en Sociale Economie |                            | Liesbeth Homans (1973)     |                                                                               | 25 juli 2014 – 2 juli 2019     | N-VA     |
| |                            | Ben Weyts (1970)           | Minister Mobiliteit, Openbare Werken, Vlaamse Rand, Toerisme en Dierenwelzijn | 25 juli 2014 – 2 juli 2019     | N-VA     |
| |                            | Jo Vandeurzen (1958)       | Minister Welzijn, Volksgezondheid en Gezin                                    | 25 juli 2014 – 2 juli 2019     | CD&V     |
| |                            | Philippe Muyters (1961)    | Minister Werk, Economie, Innovatie en Sport                                   | 25 juli 2014 – 2 juli 2019     | N-VA     |
| |                            | Joke Schauvliege (1970)    | Minister Omgeving en Natuur en Landbouw                                       | 25 juli 2014 – 5 februari 2019 | CD&V     |
| |                            | Koen Van den Heuvel (1964) | Minister Omgeving en Natuur en Landbouw                                       | 6 februari 2019 - 2 juli 2019  | CD&V     |
| |                            | Lydia Peeters (1969)       | Minister Financiën en Begroting en Energie                                    | 9 januari 2019 - 2 juli 2019   | Open Vld |

### Herschikkingen
- Op 29 april 2016 nam Vlaams minister Annemie Turtelboom ontslag door de zogenoemde 'Turteltaks', een energieheffing dat de schuldenlast moest doen verdwijnen. Volgens haar was het dossier zo gepersonaliseerd dat het noodzakelijk was om de fakkel door te geven.[15]Ze werd op 4 mei 2016 opgevolgd door Bart Tommelein, tot dan staatssecretaris in de federale regering-Michel I.
- Op 31 december 2018 nam Vlaams minister Bart Tommelein ontslag om vanaf januari 2019 burgemeester van Oostende te worden. Hij werd op 9 januari 2019 opgevolgd door Vlaams Parlementslid Lydia Peeters. Minister Sven Gatz nam de verantwoordelijkheid van viceminister-president over van Tommelein.
- Op 5 februari 2019 nam Vlaams minister Joke Schauvliege ontslag door een foute uitspraak over de klimaatprotesten. Tijdens een nieuwsjaarstoespraak voor het Algemeen Boerensyndicaat had ze laten verstaan dat er meer zit achter de recente klimaatprotesten. Maar dat bleek niet te kloppen. Schauvliege excuseerde zich voor die uitspraak, maar dat kon de kritiek niet stoppen.[16]Ze werd op 6 februari 2019 opgevolgd door Koen Van den Heuvel.

### Trivia
- Met het aantreden van Bart Tommelein in 2016 had een meerderheid van de regeringsleden een achtergrond in de voormalige partij Volksunie: naast Tommelein komen ook Bourgeois, Weyts, Homans en Gatz uit de Volksunie.
- Deze regering telde netzoals haar voorganger aanvankelijk 4 vrouwelijke en 4 mannelijke ministers (exclusief de minister-president).

## Situatie Vlaams Parlement
De functie van parlementsvoorzitter maakt deel uit van de te bedelen mandaten. Tijdens de legislatuur 2014-2019 zal Jan Peumans (N-VA) het Vlaamse Parlement blijven voorzitten. Hij deed dit reeds tijdens de legislatuur 2009-2014. De regering-Bourgeois is de eerste regering waarbij zowel de minister-president als de parlementsvoorzitter uit dezelfde partij (N-VA) komen.
De meerderheid wordt gevormd door N-VA, CD&V en Open Vld, zij bezitten 89 van de 124 zetels. De oppositie wordt gevormd door sp.a, Vlaams Belang, Groen en UF. Zij bezitten 35 zetels.